# Ana de Jesus Maria José de Magalhães
Ana de Jesus Maria José de Magalhães (Arrifana, 19 de agosto de 1811 – 25 de março de 1875), também conhecida como a Santinha de Arrifana, foi uma reconhecida mística católica portuguesa com fama de santidade.
Foi declarada Serva de Deus, título que a Igreja Católica dá a uma pessoa cujo processo de canonização foi oficialmente aberto. Ana de Jesus Maria José ficou conhecida no século XIX pela sua capacidade paranormal de levitar.
É referida na literatura por vários autores, nomeadamente Eça de Queiroz que a refere num romance A Capital como a Santa da Arregaça, isto depois de a ter visitado na companhia do conde de Resende e da condessa de Cascais.

## Biografia
A Serva de Deus Ana de Jesus Maria José de Magalhães nasceu na freguesia de Arrifana, concelho da Feira, a 19 de agosto de 1811 e quatro dias depois, no dia 23 de agosto, foi baptizada pelo padre Manuel Moutinho Gomes de Resende, coadjutor da paróquia.
Educada num contexto familiar cristão, desde a mais tenra infância, manifesta virtudes e qualidades que fazem entrever nela sinais evidentes de uma vocação para uma vida virtuosa e santa. Muito bem preparada pelo irmão e padrinho, o padre José Dias de Magalhães, fez, com imensa alegria, a sua primeira comunhão, marcando assim o início de uma vida centrada e voltada para a Eucaristia, o alimento que sustentou a sua vida e a unia a Cristo Jesus, na Sua oferta de amor pela humanidade.
Até aos 14 anos, entregou-se principalmente à pastoreação de gado nas propriedades dos seus pais. Aos 16 anos, cai entravada no leito, onde permaneceu até à sua morte a 25 de Março de 1875. Durante estes 48 anos, viveu unida a Cristo Jesus, foi testemunha de uma vida verdadeiramente eucarística, oferecendo a Sua vida a Deus, testemunhando o seu amor pelos irmãos, intercedendo por eles pela oração e pela oferta da sua existência.
A sua intimidade com Deus era alimentada por uma vida de oração intensa, um extraordinário amor e generosidade no modo como acolhia e amava aqueles que dela se aproximavam e se confiavam às suas orações. O seu alimento era um pouco de chá, uma pequena quantidade de leite e uma pequena porção de pão de trigo, tomado apenas aos domingos, terças e quintas-feiras de cada semana.
Confessava-se e comungava com a regularidade permitida no seu tempo, tendo sido concedido por um breve Pontifício, em 1866, a D. João da Natividade, seu confessor e director espiritual, a licença para erigir um altar e celebrar a Eucaristia, na sala contígua em frente ao quarto da Serva de Deus. Vários testemunhos do seu tempo confirmam, que depois de receber a sagrada comunhão, entrava em êxtase, elevando-se da cama, ficando suspensa a uma altura que permitia passar livremente a mão entre a cama e o seu corpo.
A paciência heroica com que suportava os seus prolongados sofrimentos, maravilhava a todos que, de perto ou de longe, a conheciam. Viveu, na verdade, pregada com Cristo na Cruz, tendo como predilecção a meditação da Paixão do Senhor. Em cada ano, em Sexta-feira Santa do meio-dia às três horas da tarde, entrava em êxtase e revivia a paixão do Senhor. Dotada de um amor profundo à Igreja, orava de modo particular e intenso pelos sacerdotes e a sua santificação.
A sua vida de intimidade com Deus, pela ascese, pelo Seu amor à Eucaristia e à oração são as notas mais salientes que testemunham o Seu amor a Deus e ao próximo, numa vida absolutamente centrada em Deus e no Seu amor.
Morreu no dia 25 de março de 1875.

## Oração
Santíssima Trindade, Pai, Filho e Espírito Santo, que inflamaste a alma da vossa serva, Ana de Jesus Maria José de Magalhães, num grande amor à Sagrada Família e uma constante devoção à Santíssima Eucaristia, concedei-nos, por sua intercessão, a graça que Vos pedimos (…) e a sua beatificação pela Santa Igreja, se à Vossa maior honra e glória assim convém. Ámen. Pai-Nosso, Avé-Maria e Glória ao Pai.